# Coupe de Chine 2009
Navigation
Édition précédente Édition suivante
La Coupe de Chine est une compétition internationale de patinage artistique qui se déroule en Chine au cours de l'automne. Elle accueille des patineurs amateurs de niveau senior dans quatre catégories: simple messieurs, simple dames, couple artistique et danse sur glace.
La septième Coupe de Chine est organisée du 29 octobre au 1er novembre 2009 au palais omnisports de Pékin. Elle est la troisième compétition du Grand Prix ISU senior de la saison 2009/2010.

## Résultats

### Messieurs

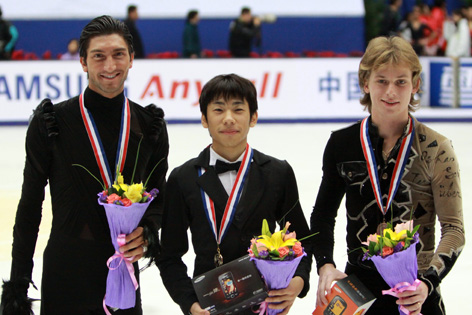
Podium des Messieurs

| Rang | Nom                 | Pays       | Points | Programme court | Programme court | Programme libre | Programme libre |
| ---- | ------------------- | ---------- | ------ | --------------- | --------------- | --------------- | --------------- |
| 1    | Nobunari Oda        | Japon      | 239.58 | 1               | 83.35           | 1               | 156.23          |
| 2    | Evan Lysacek        | États-Unis | 232.17 | 3               | 80.80           | 2               | 151.37          |
| 3    | Sergey Voronov      | Russie     | 220.39 | 2               | 81.40           | 3               | 138.99          |
| 4    | Samuel Contesti     | Italie     | 207.85 | 4               | 72.08           | 4               | 135.77          |
| 5    | Yannick Ponsero     | France     | 195.12 | 6               | 66.65           | 6               | 128.47          |
| 6    | Stephen Carriere    | États-Unis | 195.08 | 7               | 65.24           | 5               | 129.84          |
| 7    | Yang Chao           | Chine      | 189.99 | 8               | 65.10           | 8               | 124.89          |
| 8    | Kevin Reynolds      | Canada     | 188.47 | 11              | 60.12           | 7               | 128.35          |
| 9    | Guan Jinlin         | Chine      | 187.95 | 5               | 66.70           | 9               | 121.25          |
| 10   | Denis Ten           | Kazakhstan | 182.63 | 9               | 64.05           | 10              | 118.58          |
| 11   | Armin Mahbanoozadeh | États-Unis | 176.53 | 12              | 59.54           | 11              | 116.99          |
| 12   | Xu Ming             | Chine      | 163.57 | 10              | 61.02           | 12              | 102.55          |

### Dames

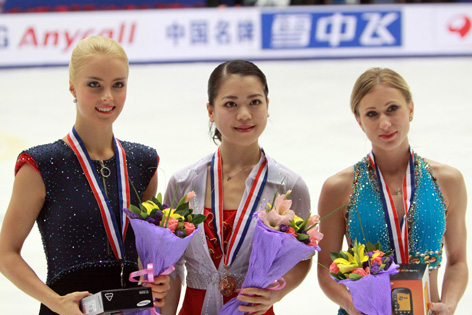
Podium des Dames

| Rang    | Nom              | Pays       | Points | Programme court | Programme court | Programme libre | Programme libre |
| ------- | ---------------- | ---------- | ------ | --------------- | --------------- | --------------- | --------------- |
| 1       | Akiko Suzuki     | Japon      | 176.66 | 4               | 59.52           | 1               | 117.14          |
| 2       | Kiira Korpi      | Finlande   | 163.27 | 2               | 61.20           | 3               | 102.07          |
| 3       | Joannie Rochette | Canada     | 163.18 | 7               | 52.12           | 2               | 111.06          |
| 4       | Rachael Flatt    | États-Unis | 157.71 | 5               | 58.80           | 5               | 98.91           |
| 5       | Mirai Nagasu     | États-Unis | 155.38 | 1               | 62.20           | 6               | 93.18           |
| 6       | Carolina Kostner | Italie     | 154.18 | 3               | 61.12           | 7               | 93.06           |
| 7       | Fumie Suguri     | Japon      | 145.99 | 6               | 55.46           | 8               | 90.53           |
| 8       | Diane Szmiett    | Canada     | 144.28 | 11              | 44.24           | 4               | 100.04          |
| 9       | Liu Yan          | Chine      | 132.80 | 8               | 51.28           | 9               | 81.52           |
| 10      | Beatrisa Liang   | États-Unis | 131.39 | 9               | 50.76           | 10              | 80.63           |
| 11      | Geng Bingwa      | Chine      | 121.20 | 10              | 47.64           | 11              | 73.56           |
| Abandon | Xu Binshu        | Chine      |        | 12              | 37.08           |                 |                 |

### Couples

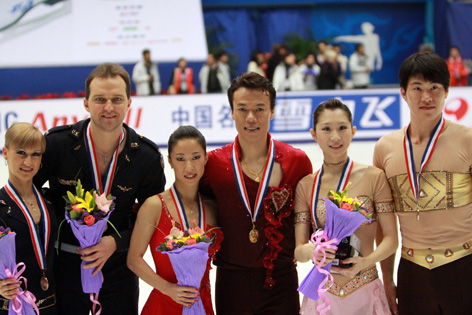
Podium des couples artistiques

| Rang | Nom                                     | Pays       | Points | Programme court | Programme court | Programme libre | Programme libre |
| ---- | --------------------------------------- | ---------- | ------ | --------------- | --------------- | --------------- | --------------- |
| 1    | Shen Xue / Zhao Hongbo                  | Chine      | 200.97 | 1               | 72.28           | 1               | 128.69          |
| 2    | Zhang Dan / Zhang Hao                   | Chine      | 186.49 | 4               | 61.92           | 2               | 124.57          |
| 3    | Tatiana Volosozhar / Stanislav Morozov  | Ukraine    | 170.79 | 2               | 62.98           | 3               | 107.81          |
| 4    | Meagan Duhamel / Craig Buntin           | Canada     | 157.60 | 5               | 55.08           | 4               | 102.52          |
| 5    | Lubov Iliushechkina / Nodari Maisuradze | Russie     | 153.30 | 3               | 62.54           | 7               | 90.76           |
| 6    | Dong Huibo / Wu Yiming                  | Chine      | 146.49 | 6               | 50.32           | 5               | 96.17           |
| 7    | Amanda Evora / Mark Ladwig              | États-Unis | 140.32 | 7               | 48.02           | 6               | 92.30           |
| 8    | Vanessa James / Yannick Bonheur         | France     | 134.77 | 8               | 47.28           | 8               | 87.49           |

### Danse sur glace

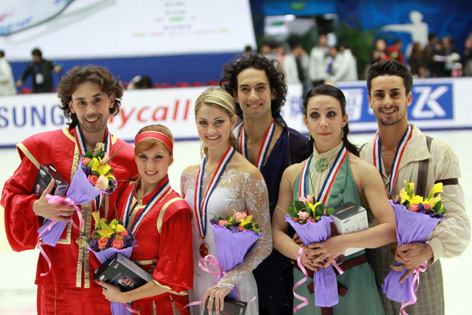
Podium de la danse sur glace

| Rang | Nom                                 | Pays       | Points | Danse imposée | Danse imposée | Danse originale | Danse originale | Danse libre | Danse libre |
| ---- | ----------------------------------- | ---------- | ------ | ------------- | ------------- | --------------- | --------------- | ----------- | ----------- |
| 1    | Tanith Belbin / Benjamin Agosto     | États-Unis | 194.51 | 1             | 38.33         | 1               | 60.93           | 1           | 95.85       |
| 2    | Jana Khokhlova / Sergey Novitski    | Russie     | 180.57 | 2             | 36.30         | 2               | 56.48           | 3           | 87.79       |
| 3    | Federica Faiella / Massimo Scali    | Italie     | 179.92 | 3             | 35.37         | 3               | 54.59           | 2           | 89.96       |
| 4    | Anna Zadorozhniuk / Sergei Verbillo | Ukraine    | 158.09 | 6             | 29.43         | 4               | 50.22           | 6           | 78.44       |
| 5    | Alexandra Zaretski / Roman Zaretski | Israël     | 156.86 | 4             | 30.88         | 7               | 46.95           | 5           | 79.03       |
| 6    | Kaitlyn Weaver / Andrew Poje        | Canada     | 151.87 | 5             | 30.40         | 9               | 41.11           | 4           | 80.36       |
| 7    | Huang Xintong / Zheng Xun           | Chine      | 151.40 | 8             | 27.87         | 5               | 48.33           | 7           | 75.20       |
| 8    | Madison Chock / Greg Zuerlein       | États-Unis | 149.17 | 7             | 28.76         | 6               | 47.27           | 8           | 73.14       |
| 9    | Yu Xiaoyang / Wang Chen             | Chine      | 137.76 | 9             | 24.73         | 8               | 42.36           | 9           | 70.67       |

## Sources
- Résultats de la Coupe de Chine 2009 sur le site de l'ISU
- Patinage Magazine N°120 (Décembre 2009-Janvier 2010)